# فرودگاه منگلا
فرودگاه منگلا (به انگلیسی: Mangla Airport) یک فرودگاه نظامی با کد یاتا XJM است که یک باند فرود آسفالت دارد و طول باند آن ۱۵۲۴ متر است. این فرودگاه در شهر منگلا کشور پاکستان قرار دارد و در ارتفاع ۲۷۵ متری از سطح دریا واقع شده است.